# Life (岩崎宏美の曲)
「Life」（ライフ）は、1993年7月21日にリリースされた益田（岩崎）宏美の49枚目のシングル。

## 解説
- カップリング曲の「涙から微笑み」は、フジテレビ『おはよう!ナイスデイ』のエンディング・テーマに使用された。

## 収録曲
- 両楽曲共に、作詞：松本礼児／作曲：穂口雄右／編曲：山川恵津子

1. Life
2. 涙から微笑み
3. Life（オリジナル・カラオケ）
4. 涙から微笑み（オリジナル・カラオケ）